# نورمان وليامز (لاعب كريكت)
نورمان وليامز (20 يوليو 1864 في نيوزيلندا - 4 أبريل 1928 في نيوزيلندا) (بالإنجليزية: Norman Williams)‏ هو لاعب كريكت نيوزلندي.

## وصلات خارجية
- نورمان وليامز على موقع إي آس بي آن كريك إنفو (الإنجليزية)